# Arani (província)
Arani é uma província da Bolívia localizada no departamento de Cochabamba, sua capital é a cidade de Arani.